# 卧龙镇 (平泉市)
卧龙镇，是中华人民共和国河北省承德市平泉市下辖的一个乡镇级行政单位。

## 行政区划
卧龙镇下辖以下地区：
华园社区、龙山社区、沙坨子村、八家社区村、洼子店村、二十家子村、下洼子村、三十家子村、杏树园子社区村、赶瀑河子村、大庙村、庙后村、娘娘庙村、安杖子村、瓦房店村、大樱桃沟村、卧龙岗村、头道沟村、官坟梁村和碾子沟村。